# Jens Petersen (fotograf)
 Der er flere personer med dette navn, se Jens Petersen.
Jens Peter Petersen (19. marts 1829 i Ring – 1. februar 1905 i København) var en dansk fotograf, der var blandt fotografiets pionerer i Danmark i 1800-tallet. Han var far til Fanny Petersen.
Han var søn af Peder Frideriksen og hustru Mette Marie Jacobsdatter.
Jens Petersen fik sin fotografiske debut som omrejsende daguerreotypist. Denne teknik havde han lært sig i 1853, mens han arbejdede som gårdskarl hos en købmand i Odense. 1857 nedsatte han sig i Odense og åbnede her et atelier. Han rejste dog stadig rundt i landet og fotograferede, og i 1860 var han leverandør af fotografier til J.P. Traps Statistisk-topografisk Beskrivelse af Kongeriget Danmark.
I 1863 flyttede han sin virksomhed til København, hvorefter hans karriere som portrætfotograf tog fart.
Han åbnede et atelier på Østergade 15 (Karel van Manders Gård; det senere Ole Haslunds Hus). Herom beretter en notits i Svendborg Amtstidende for 3. april således:
| Citat | Photograph Petersen fra Odense har ladet indrette sig i den gamle Rønne paa Kjøbenhavns Østergade, som endnu gaar under Navnet "Kongens Klub", et photograpisk Atelier, og maa for dette alene, uden aller mindste Beboelseslejlighed, betale 800 Rd. i Leje. | Citat |
|       | |       |

I 1864 blev han udnævnt til kongelig hoffotograf og samtidig blev Petersen sammen med Wilhelm Schrøder (1828-1886) udsendt af hoffotograf Georg E. Hansen som krigsfotograf under den 2. Slesvigske Krig. Han optog en del stereoskopbilleder ved Dybbøl og Sønderborg i vinteren dette år.
I 1865 købte han ejendommen Kongens Nytorv 3, der er en del af Harsdorffs Hus ved siden at Charlottenborg), hvortil han samme år flyttede sit atelier, som han havde her indtil 1876. Dernæst rykkede han tilbage til det tidligere Kongens Klub, Østergade 15, men vedblev at have sin bolig på Kongens Nytorv indtil 1881. I 1880 flyttede han atelieret til Østergade nr. 34. I 1867 udstillede han i Paris og opgav da at have 8 medhjælpere og en årsproduktion til en værdi af 60.000 francs. I 1881 optog han sin søn, Charles Bendix Petersen (24. marts 1860 i Odense – 30. marts 1927), i firmaet, der herefter benævntes J. Petersen & Søn. 1889 trak han sig ud af forretningen, som derpå blev videreført af sønnen.
I 1865 blev han formand for Den photographiske Forening og i årene, der fulgte, udstillede Petersen ofte i Stockholm, Paris, Wien og på udstillingerne i den danske hovedstad. I 1878 afholdt Jens Petersen en sammenkomst med deltagelse af københavnske fotografer. Målet var oprettelsen af en skandinavisk fotografisk forening, men på grund af manglende interesse fra Sverige og Norge blev en ny dansk forening oprettet i stedet for: Dansk photographisk Forening blev derfor dannet 5. april 1879 som den gamle forenings afløser. Jens Petersen blev også formand for denne forening, hvilket han var indtil 1894.
Som fotograf hørte Petersen til de førende og mest innovative. Sammen med fotograf Wilhelm Schrøder udnyttede han en af denne i 1869 opfunden fotografisk kopieringsproces, og samme år købte han for 10.000 francs af Joseph Albert i München retten for Danmark til dennes fotografiske trykkeproces (Albertotypi). Han var desuden den første i Danmark, der indførte bromsølv-gelatineplader. Hans store fotografiske viden kom hans fagfæller til gode via mange artikler i fotografiske tidsskrifter.
8. april 1891 blev han udnævnt til Ridder af Dannebrog. Efter at have boet forskellige steder i kvarteret omkring Kongens Nytorv flyttede han i 1893 tilbage til sin ejendom Kongens Nytorv 3, hvor han boede til sin død den 1. februar 1905. Jens Petersen boede også på sit landsted Sølund nord for København.
Sønnen Charles Petersen videreførte atelieret indtil 1906, da den overtoges af fotograf Christian Reinau.